# Blue Ball
Blue Ball es un lugar designado por el censo ubicado en el condado de Lancaster en el estado estadounidense de Pensilvania. En el año 2010 tenía una población de 1.031 habitantes.

## Geografía
Blue Ball se encuentra ubicado en las coordenadas 40°6′57″N 76°3′2″O / 40.11583, -76.05056.